# Bīān Darreh
Bīān Darreh (persiska: بيان دَرِّه, بِيان دَرِّه, بَيان دَرِّه, بیان درّه) är en ort i Iran.   Den ligger i provinsen Kurdistan, i den nordvästra delen av landet, 500 km väster om huvudstaden Teheran. Bīān Darreh ligger 1 736 meter över havet och antalet invånare är 473.
Terrängen runt Bīān Darreh är huvudsakligen kuperad. Bīān Darreh ligger nere i en dal. Runt Bīān Darreh är det ganska glesbefolkat, med 50 invånare per kvadratkilometer. Närmaste större samhälle är Nanūr, 16,2 km sydväst om Bīān Darreh. Trakten runt Bīān Darreh består i huvudsak av gräsmarker.